# Serie A 2014-2015 (calcio a 5 femminile)
La Serie A 2014-2015 è stata la 4ª edizione del campionato di Serie A e la 22ª manifestazione nazionale che assegnasse il titolo di campione d'Italia. Dalla seguente stagione sportiva, con l'istituzione della Serie A Élite, la Serie A diventa il campionato di nazionale di secondo livello.

## Formula
Ai play-off scudetto si qualificano per ogni girone le società classificatesi dal 1º al 5º posto al termine della stagione regolare; l'ultimo posto disponibile sarà attribuito alla squadra miglior classificata tra le squadre classificate al 6º posto dei tre gironi. Inoltre, le sedici società qualificate ai play-off sono ammesse di ufficio al campionato di Serie A Élite 2015-2016. Per ogni girone sarebbero dovute retrocedere nei campionati regionali l'ultima classificata e la società perdente lo spareggio tra la penultima e la terzultima classificata. Tuttavia, tramite un successivo comunicato ufficiale, la Divisione Calcio a 5 annullava i play-out, limitando alle sole ultime classificate di ogni girone la retrocessione.

## Partecipanti
Il Consiglio Direttivo della Divisione Calcio a 5, preso atto della mancata iscrizione di 11 società aventi diritto, ha provveduto al ripescaggio di Arcadia Bisceglie, Woman Napoli e Decima Sport Camp fissando a 40 società l’organico della categoria.

## Girone A

### Classifica
|  | Pos. | Squadra          | Pt | G  | V  | N | P  | GF  | GS  | DR   |
|  | ---- | ---------------- | -- | -- | -- | - | -- | --- | --- | ---- |
|  | 1.   | Kick Off         | 69 | 24 | 23 | 0 | 1  | 199 | 37  | +162 |
|  | 2.   | Isolotto         | 64 | 24 | 21 | 1 | 2  | 136 | 55  | +81  |
|  | 3.   | Ternana          | 54 | 24 | 17 | 3 | 4  | 111 | 39  | +72  |
|  | 4.   | Sinnai           | 46 | 24 | 14 | 4 | 6  | 89  | 54  | +35  |
|  | 5.   | Lupe             | 46 | 24 | 14 | 4 | 6  | 94  | 54  | +40  |
|  | 6.   | Breganze         | 40 | 24 | 12 | 4 | 8  | 86  | 56  | +30  |
|  | 7.   | Thienese         | 39 | 24 | 12 | 3 | 9  | 103 | 70  | +33  |
|  | 8.   | Mojito Torino    | 27 | 24 | 8  | 3 | 13 | 86  | 101 | -15  |
|  | 9.   | Decima SC        | 22 | 24 | 7  | 1 | 16 | 89  | 120 | -31  |
|  | 10.  | Sporteam Vicenza | 17 | 24 | 5  | 2 | 17 | 47  | 129 | -82  |
|  | 11.  | Elmas            | 13 | 24 | 4  | 1 | 19 | 45  | 136 | -91  |
|  | 12.  | PSN Padova       | 10 | 24 | 3  | 1 | 20 | 40  | 110 | -70  |
|  | 13.  | Robbio           | 4  | 24 | 1  | 3 | 20 | 47  | 211 | -164 |

### Verdetti
- Ternana campione d'Italia 2014-2015.
- Ternana, Kick Off, Isolotto, Sinnai e Lupe ammesse al campionato di Serie A Élite 2015-2016.
- Breganze ripescato in Serie A Élite.
- Sporteam Vicenza e PSN Padova non iscritte al campionato di Serie A 2015-2016.
- Robbio retrocesso nei campionati regionali.

## Girone B

### Classifica
|  | Pos. | Squadra         | Pt | G  | V  | N | P  | GF  | GS  | DR   |
|  | ---- | --------------- | -- | -- | -- | - | -- | --- | --- | ---- |
|  | 1.   | Montesilvano    | 68 | 24 | 22 | 2 | 0  | 179 | 25  | +154 |
|  | 2.   | Lazio Femminile | 67 | 24 | 22 | 1 | 1  | 221 | 37  | +184 |
|  | 3.   | L'Acquedotto    | 50 | 24 | 16 | 2 | 6  | 102 | 60  | +42  |
|  | 4.   | CPFM            | 46 | 24 | 14 | 4 | 6  | 94  | 61  | +33  |
|  | 5.   | Falconara       | 43 | 24 | 13 | 4 | 7  | 89  | 55  | +34  |
|  | 6.   | Olimpus         | 42 | 24 | 13 | 3 | 8  | 116 | 71  | +45  |
|  | 7.   | Napoli          | 36 | 24 | 11 | 3 | 10 | 77  | 91  | -14  |
|  | 8.   | Sora            | 27 | 24 | 8  | 3 | 13 | 73  | 82  | -9   |
|  | 9.   | Vis Lanciano    | 24 | 24 | 7  | 3 | 14 | 63  | 107 | -44  |
|  | 10.  | FB5 Roma        | 22 | 24 | 7  | 1 | 16 | 40  | 108 | -68  |
|  | 11.  | PMB Roma        | 15 | 24 | 4  | 3 | 17 | 39  | 136 | -97  |
|  | 12.  | Salernitana     | 7  | 24 | 2  | 1 | 21 | 46  | 184 | -138 |
|  | 13.  | Vis Concordia   | 6  | 24 | 2  | 0 | 22 | 28  | 150 | -122 |

### Verdetti
- Montesilvano, Lazio Femminile, L'Acquedotto, CPFM, Falconara e Olimpus ammesse al campionato di Serie A Élite 2015-2016.
- Sora non iscritto al campionato di Serie A 2015-2016.
- Vis Concordia Morrovalle retrocessa nei campionati regionali ma successivamente ripescata a completamento dell'organico.

## Girone C

### Classifica
|  | Pos. | Squadra           | Pt | G  | V  | N | P  | GF  | GS  | DR   |
|  | ---- | ----------------- | -- | -- | -- | - | -- | --- | --- | ---- |
|  | 1.   | Real Statte       | 78 | 26 | 26 | 0 | 0  | 207 | 23  | +184 |
|  | 2.   | Sporting Locri    | 56 | 26 | 18 | 2 | 6  | 122 | 59  | +63  |
|  | 3.   | Salinis           | 55 | 26 | 17 | 4 | 5  | 109 | 47  | +62  |
|  | 4.   | Salandra          | 53 | 26 | 17 | 2 | 7  | 131 | 69  | +62  |
|  | 5.   | DF Fasano         | 42 | 26 | 13 | 3 | 10 | 75  | 73  | +2   |
|  | 6.   | P5 Palermo        | 41 | 26 | 12 | 5 | 9  | 74  | 71  | +3   |
|  | 7.   | Vittoria          | 39 | 26 | 12 | 3 | 11 | 75  | 94  | -19  |
|  | 8.   | Iron Team         | 37 | 26 | 11 | 4 | 11 | 84  | 78  | +6   |
|  | 9.   | Arcadia Bisceglie | 36 | 26 | 11 | 3 | 12 | 76  | 81  | -5   |
|  | 10.  | Le Formiche       | 32 | 26 | 9  | 5 | 12 | 50  | 75  | -25  |
|  | 11.  | Rionero           | 27 | 26 | 8  | 3 | 15 | 68  | 93  | -25  |
|  | 12.  | Melito            | 16 | 26 | 5  | 1 | 20 | 70  | 139 | -69  |
|  | 13.  | Real Stigliano    | 16 | 26 | 5  | 1 | 20 | 65  | 138 | -73  |
|  | 14.  | CUS Potenza       | 0  | 26 | 0  | 0 | 26 | 28  | 194 | -166 |

### Verdetti
- Real Statte, Sporting Locri, Salinis e Fasano ammesse al campionato di Serie A Élite 2015-2016.
- Ita Salandra non iscritta ad alcun campionato FIGC nella stagione 2015-16.
- Iron Team e Melito non iscritte al campionato di Serie A 2015-2016.
- CUS Potenza retrocesso nei campionati regionali.

## Play-off
Tutti gli incontri saranno ad eliminazione diretta con gare di andata e ritorno, eccetto la finale che sarà disputata al meglio delle tre gare (trasmesse in diretta su Rai Sport 2). Gli incontri di ritorno saranno effettuati in casa delle squadre meglio classificate al termine del “Stagione Regolare”. Al termine degli incontri saranno dichiarate vincenti le squadre, che nelle due partite di andata e di ritorno, avranno ottenuto il maggior punteggio ovvero a parità di punteggio la squadra che avrà realizzato il maggior numero di reti. Al termine della seconda gara, se le due squadre fossero in parità di punti e con la stessa differenza reti al termine delle due gare, indipendentemente dalle reti segnate in casa o in trasferta, si giocheranno due tempi supplementari di 5 minuti ciascuno. Qualora anche al termine di questi le squadre fossero in parità si procederà all'effettuazione dei tiri di rigore con le modalità stabilite dall'allegato al Regolamento di gioco. La griglia dei play-off è stata determinati all'inizio della stagione.

### Ottavi di finale
| Squadra 1 | Totale | Squadra 2       | Andata | Ritorno |
| --------- | ------ | --------------- | ------ | ------- |
| Olimpus   | 5-12   | Real Statte     | 2-6    | 3-6     |
| Sinnai    | 3-7    | L'Acquedotto    | 1-4    | 2-3     |
| DF Fasano | 1-14   | Kick Off        | 1-5    | 0-9     |
| Salinis   | 6-11   | Ternana         | 4-9    | 2-2     |
| Lupe      | 0-16   | Montesilvano    | 0-5    | 0-9     |
| Falconara | 2-10   | Isolotto        | 1-5    | 1-5     |
| Salandra  | 3-10   | Lazio Femminile | 1-3    | 2-7     |
| CPFM      | 11-7   | Sporting Locri  | 7-3    | 4-4     |

### Quarti di finale
| Squadra 1    | Totale | Squadra 2       | Andata | Ritorno |
| ------------ | ------ | --------------- | ------ | ------- |
| L'Acquedotto | 3-10   | Real Statte     | 2-2    | 1-8     |
| Ternana      | 8-4    | Kick Off        | 1-1    | 7-3     |
| Isolotto     | 2-5    | Montesilvano    | 2-1    | 0-4     |
| CPFM         | 5-10   | Lazio Femminile | 4-7    | 1-3     |

### Semifinali
| Squadra 1       | Totale | Squadra 2    | Andata | Ritorno |
| --------------- | ------ | ------------ | ------ | ------- |
| Ternana         | 3-2    | Real Statte  | 2-1    | 1-1     |
| Lazio Femminile | 4-3    | Montesilvano | 3-1    | 1-2     |

### Finale

#### Gara 1
| Arbitri: | Sue Ellen Salvatore (Gallarate) Gennaro Luca De Falco (Catanzaro) |
| Crono:   | Daniele Ferretti (Roma 1)                                         |

|                              |           |             |
| Neka 2'35'’ Bennardo 36'58'’ | Marcatori | 39’ Vanessa |

#### Gara 2
| Arbitri: | Simonetta Romanello (Padova) Giuseppe Di Gregorio (Enna) |
| Crono:   | Simone Micciulla (Roma 2)                                |

|                                                 |           |  |
| Vanessa 13'59'’ Gayardo 24'48'’ Siclari 27'39'’ | Marcatori |  |

#### Gara 3
| Arbitri: | Angelo Galante (Ancona) Ferruccio Prisma (Crotone) |
| Crono:   | Alessandro Ribaudo (Frosinone)                     |

|                                      |                      |                                                |
| Ceci 5'28'’, 32'11'’ Gayardo 39'05'’ | Marcatori            | 4'44'’ Uveges 19'14'’ Bisognin 36'21'’ Pascual |
| Gayardo Vanessa Ceci                 | Tiri di rigore 1 – 2 | Pascual Blanco Neka                            |

## Coppa Italia
La final eight di Coppa Italia femminile si è svolta a Pescara dal 27 febbraio al 1º marzo 2015, in contemporanea con la disputa di quelle maschili riservate alle formazioni di Serie A e Under-21. I quarti di finale si sono disputati presso il PalaRigopiano mentre semifinali e finale presso il Palasport Giovanni Paolo II.
|  | Quarti di finale | Quarti di finale | Quarti di finale |              |              | Semifinali   | Semifinali | Semifinali |  |  | Finale | Finale | Finale |  |
|  |                  |                  |                  |              |              |              |            |            |  |  |        |        |        |  |
|  | 2A               | Isolotto         | 3                |              |              |              |            |            |  |  |        |        |        |  |
|  | 2A               | Isolotto         | 3                |              |              |              |            |            |  |  |        |        |        |  |
|  | 3B               | L'Acquedotto     | 7                |              |              |              |            |            |  |  |        |        |        |  |
|  | 3B               | L'Acquedotto     | 7                |              | L'Acquedotto | L'Acquedotto | 2          |            |  |  |        |        |        |  |
|  |                  |                  |                  |              | L'Acquedotto | L'Acquedotto | 2          |            |  |  |        |        |        |  |
|  |                  |                  | Montesilvano     | Montesilvano | 3            |              |            |            |  |  |        |        |        |  |
|  | 1B               | Lazio Femminile  | Montesilvano     | Montesilvano | 3            | 3            |            |            |  |  |        |        |        |  |
|  | 1B               | Lazio Femminile  |                  |              |              |              |            |            |  |  |        |        |        |  |
|  | 2B               | Montesilvano     | 5                |              |              |              |            |            |  |  |        |        |        |  |
|  | 2B               | Montesilvano     | 5                |              | Montesilvano | Montesilvano | 5          |            |  |  |        |        |        |  |
|  |                  |                  |                  |              |              |              |            |            |  |  |        |        |        |  |
|  |                  |                  | Real Statte      | Real Statte  | 6            |              |            |            |  |  |        |        |        |  |
|  | 1C               | Real Statte      | Real Statte      | Real Statte  | 6            | 4            |            |            |  |  |        |        |        |  |
|  | 1C               | Real Statte      |                  |              |              |              |            |            |  |  |        |        |        |  |
|  | 3B               | Salandra         | 3                |              |              |              |            |            |  |  |        |        |        |  |
|  | 3B               | Salandra         | 3                |              | Real Statte  | Real Statte  | 9          |            |  |  |        |        |        |  |
|  |                  |                  |                  |              | Real Statte  | Real Statte  | 9          |            |  |  |        |        |        |  |
|  |                  |                  | Kick Off         | Kick Off     | 3            |              |            |            |  |  |        |        |        |  |
|  | 1A               | Kick Off         | Kick Off         | Kick Off     | 3            | 2            |            |            |  |  |        |        |        |  |
|  | 1A               | Kick Off         |                  |              |              |              |            |            |  |  |        |        |        |  |
|  | 1B               | Salinis          | 1                |              |              |              |            |            |  |  |        |        |        |  |

## Supercoppa italiana
La decima edizione della supercoppa italiana ha opposto le campionesse d'Italia nonché detentrici della Coppa Italia della Lazio Femminile e la Ternana finalista di Coppa. La società umbra, in dissidio con la Divisione Calcio a 5 sulla composizione dei gironi della Serie A, si è presentata al Palazzetto dello Sport di Fiano Romano con soltanto cinque ragazze della Juniores.
| Fiano Romano 21 settembre 2014, ore 21:00 CEST | Lazio Femminile                                            | 44 – 0 (23-0) referto | Ternana | Palasport comunale\| Arbitri: \| Mauro De Coppi (Conegliano) Rosario La Cerra (Battipaglia) \| \| Crono: \| Luca Mario Vannucchi (Prato) \| |
| Arbitri:                                       | Mauro De Coppi (Conegliano) Rosario La Cerra (Battipaglia) |                       |         | |
| Crono:                                         | Luca Mario Vannucchi (Prato)                               |                       |         | |